# Jane Wenham
Jane Wenham, morte en 1730, est l'une des dernières condamnées à mort pour sorcellerie en Angleterre. 
Sa condamnation fut annulée. Son procès du 4 mars 1712 est considéré, à tort, comme le dernier procès de la chasse aux sorcières en Angleterre.

## Contexte
Wenham, une veuve du village de Walkern, dans le Hertfordshire, attaque un fermier en diffamation, en réponse à une accusation de sorcellerie. Le Juge de Paix local, Sir Henry Chauncy (en) renvoie l'affaire à Rev Gardiner, le recteur de Walkern. Wenham reçoit un shilling en dédommagement et une recommandation du recteur d'apaiser son caractère querelleur. Déçue de la conclusion de l'affaire, elle déclare qu'elle obtiendra justice "d'une autre manière". Elle aurait alors ensorcelé Ann Thorne, une servante au presbytère.

## Le procès
Un mandat d'arrêt contre la veuve Wenham est émis par Sir Henry Chauncy, qui ordonne qu'elle soit recherchée pour « marque de sorcières (en) ». Afin d'éviter l'emprisonnement, elle accepte de subir les épreuves prouvant son innocence. On lui demande alors de réciter le Notre Père, qu'une sorcière ne peut supposément pas prononcer. Pendant sa prière, elle aurait trébuché et reconnu les accusations. Lors de la fouille de son logement, une potion considérée comme magique est découverte sous son oreiller.
L'accusée est traduite en justice devant Sir John Powell, à la cour d'assises d'Hertford le 4 mars 1712. Un certain nombre de villageois apportent des preuves témoignant de la pratique de sorcellerie de Jane Wenham. Le juge est sceptique. Ainsi, lorsque la veuve est accusée d'avoir volé dans les airs, le juge fait remarquer qu'aucune loi ne l'interdit. 
Certains historiens comme Keith Thomas ont suggéré, prenant cette affaire pour exemple, qu'il y avait généralement une différence entre les attitudes des personnes selon leur niveau d'érudition, sur le sujet de la sorcellerie. La population moins éduquée serait plus crédule. Cependant, l'affaire Wenham ne peut pas se résumer à cette seule observation puisque Sir Henry Chauncy a émis le mandat d'arrêt. Les raisons de Chauncy ont fait l'objet de nombreuses spéculations. Ian Bostridge, l'un des étudiants de Keith Thomas, émet l'hypothèse que des raisons politiques ont influé cette affaire.

## Les dernières années
Wenham est relocalisée pour sa propre sécurité dans un cottage d'une autre partie de l'Hertfordshire, où elle vécut le reste de sa vie. Elle reçoit la visite de l'évêque Francis Hutchinson (1660-1739), auteur d'une Étude historique sur la sorcellerie (1718). Celui-ci adopte dans son essai, une approche qu'il veut rationnelle sur le sujet. Il rencontre d'autres survivantes de la chasse aux sorcières et en déduit que leur persécution est le résultat des croyances superstitieuses des Torys. Sa cause a été adoptée par William Cowper, 1er comte Cowper et aristocrate du parti whig. 
À sa mort, Jane Wenham est enterrée dans une tombe anonyme à Hertingfordbury. 

## Autres affaires
Selon le Oxford Dictionary of National Biography, Jane Wenham est la dernière personne condamnée pour sorcellerie en Angleterre. Cependant, des procès et des exécutions pour sorcellerie se poursuivirent après son affaire. L'une de ces affaire implique Mary Hickes et sa fille Elizabeth alors âgée de neuf ans, condamnées à mort par la cour d'assises et pendues à Huntingdon le samedi 28 juillet 1716. 

## Représentation médiatique de l'affaire
Le procès fait sensation à Londres, où des éditeurs comme Edmund Curll vendent des documents proclamant l'innocence ou la culpabilité de Wenham. Un des témoins du procès, Francis Bragge, publie trois brochures sur l'affaire, y compris Un compte-rendu complet et impartial de la découverte de la sorcellerie pratiquée par Jane Wenham de Walkerne dans le Hertfordshire. Comme le suggère le titre, il s'agissait d'un compte rendu détaillé de l'affaire, bien que sa prétention à l'impartialité soit remise en question. 